# Halle (Saale)
Halle (Saale) (tudi Halle an der Saale ali zgolj Halle) je z okoli 230.000 prebivalci drugo največje mesto v nemški zvezni deželi Saška - Anhalt (malenkost za glavnim mestom Magdeburgom). Je gospodarsko, znanstveno in izobraževalno središče v srednjevzhodni Nemčiji. Ponaša se z najuglednejšo nemško naravoslovno ustanovo, Nemško akademijo znanosti Leopoldina. Univerza Halle-Wittenberg je največja univerza na Saškem - Anhaltu, ena najstarejših univerz v Nemčiji in inkubator za lokalni zagonski ekosistem. Halle je skupaj z Leipzigom srce srednjenemške metropolitanske regije. Južni del mesta meji na reko Saale. 

## Znameniti ljudje
- V tem mestu se je leta 1685 rodil znan nemški skladatelj Georg Friedrich Händel.

- Hans-Dietrich Genscher (* 1927, Reideburg; † 31. marec 2016, Wachtberg-Pech), 1974–92 zunanji minister Nemčije, je bil častni občan Halleja.

- Johann Heinrich Schulze  (* 12. maj 1687, Colbitz; † 10. oktober 1744, Halle (Saale)), polihistor, ki je odkril fotosenzitivnost srebrovih soli med 1717 in 1719. Deloval in umrl je v Halleju.

- Georg Ferdinand Cantor († 6. januar 1918 v Halleju) je bil profesor na univerzi v Halleju, ustanovil in razvil teorijo množic od 1874 do 1897.

## Geografija
Halle je na severozahodnem robu Leipziške nižine, večji del vzhodno od plovne reke Saale, ki se tukaj deli na več krakov in tvori široko poplavno ravnino pod ustjem z Weißen Elster.
Saale teče skozi Halle v dolžini 27 km. V reki je višinska razlika 9 m. Za plovbo je bilo zgrajenih pet jezov z zapornicami. Skupaj s stranskim rokavi, obrambo pred poplavami, zapornicami in kanali ter pristaniškimi bazeni znaša skupna dolžina 47 km vodotokov v mestu. Poleg tega je še 6,3 km toka Weißen Elster, Reide in drugih pritokov. Poleg tega je na mestnem območju približno 180 umetnih stalnih voda. Jezero Hufeisensee je največje jezero v mestu s 73 ha. Druga večja jezera so Osendorfer See z 21 ha in Heidesee z 12,5 ha.
Najvišja točka je Großer Galgenberg s 136 m nadmorske višine. Najnižja točka je 71 m nmv. Pri Handlovem spomeniku na trgu Marktplatz je višina 87 m nmv.
Mestno območje je razdeljeno na pet mestnih okrožij: Mitte, Nord, Ost, Süd in West. Okrožja so razdeljena na soseske, ki se delijo na četrti.

## Zgodovina

### Ime
Zgodnja zgodovina Halleja je povezana s pridobivanjem soli. Ime Halle odraža zgodnje keltsko naselje, saj je halen britska (valižanščina / bretonščina) beseda za sol (prim. salann v irščini). Ime reke Saale prav tako vsebuje germanski koren za sol, pridelava soli pa je potekala v Halleu vsaj od bronaste dobe (2300–600 pred našim štetjem).
Uporabljeno je bilo tudi latinsko ime Hala Saxonum. 
Od leta 1965 do 1995 je bilo uradno ime Halle/Saale.

### Srednji vek do industrializacije
Najzgodnejša omemba Halleja je iz leta 806. V 10. stoletju je postal del nadškofije Magdeburg in tako ostal do leta 1680, ko ga je Brandenburg-Prusija pripojila skupaj z Magdeburgom kot vojvodino Magdeburg, ker je bilo to pomembno mesto za reformacijo Martina Luthra v 16. stoletju. Kardinal Albert iz Mainza (nadškof iz Magdeburga od 1513 do 1545) je v tem obdobju prav tako vplival na mesto. Po zgodovinskih dokumentih je mesto Halle postalo član Hanzeatske zveze vsaj že leta 1281.
Halle je postal center za pietizem, gibanje, ki ga je spodbujal kralj Friderik Viljem I. Pruski (vladal 1713-1740), kar je povzročilo, da je bilo velik del luteranskega prebivalstva bolj naklonjeno religiji Friderika Viljema I. (kalvinizem), kot tudi bolj zvesti pruskemu kralju namesto decentraliziranemu fevdalnemu sistemu. Do 1740-ih je Halle ustanovil številne sirotišnice, pa tudi šole za bogate ljudi v treznem slogu pietizma. To izobraževanje je bilo prvič vzpostavljen sistem »modernega izobraževanja«. 
Med vojno četrte koalicije so se francoske in pruske sile spopadle v bitki pri Halleju 17. oktobra 1806. Boj se je preselil iz pokritih mostov na zahodni strani mesta, po ulicah in tržnicah, do vzhodnih predmestij.
Leta 1815 je Halle postal del pruske dežele Saške.

### Druga svetovna vojna (1939–1945)
Med drugo svetovno vojno je bil KZ-Außenlager Birkhahn, podružnica taborišča Buchenwald v Halleju, kjer so bili zaporniki s Poljske, Češkoslovaške, Nizozemske, iz Sovjetske zveze, Francije in drugi narodi, [4] ki so bili prisiljeni delati v letalskih obratih Siebela kjer so izdelovali bojna letala. Obrat je bil kasneje razstavljen. V Ammendorfu je bila velika tovarna v lasti Orgacida, ki je izdelovala gorčični plin.
Proti koncu druge svetovne vojne sta bila na mesto izvedena dva bombna napada: prvi 31. marca 1945, drugi nekaj dni kasneje. Prvi napad se je zgodil med železniško postajo in mestnim središčem, drugo bombardiranje pa je bilo v južnem okrožju. Ubitih je bilo več kot 1000 prebivalcev in uničenih 3600 zgradb. Med njimi  cerkev Naše ljube gospe, cerkev svetega Jurija, stara mestna hiša, mestno gledališče, zgodovinske stavbe na Bruederstrasse in Grosse Steinstrasse ter mestno pokopališče.
17. aprila 1945 so ameriški vojaki zasedli Halle, rdeči stolp pa zažgali s topništvom in ga uničili. Cerkev Naše ljube gospe in cerkev svetega Jurija sta dobili več zadetkov. Vendar pa je bilo mestu prihranjeno še več, ker je bilo letalsko bombardiranje preklicano, potem ko se je nekdanji mornariški častnik Felix von Luckner pogajal o predaji mesta ameriški vojski. Julija so se Američani umaknili in mesto je zasedla Rdeča armada

### Nemška demokratična republika (1949–1990)
Po drugi svetovni vojni je Halle služil kot glavno mesto kratkotrajne upravne regije Saška - Anhalt do leta 1952, ko je vzhodnonemška vlada ukinila svoje "dežele" (države). Kot del vzhodne Nemčije (do leta 1990) je deloval kot glavno mesto upravnega okrožja Halle.

### Od združitve Nemčij (po 1990)
Ko je bila Saška - Anhalt leta 1990 ponovno ustanovljena kot zvezna dežela, je postal Magdeburg in ne Halle, prestolnica.

## Znamenitosti
- Tovarna čokolade Halloren in center za obiskovalce, najstarejša nemška tovarna čokolade, ki je še v uporabi. [4]
- Grad Giebichenstein, prvič omenjen leta 961, je severno od središča mesta na hribu nad reko Saale, z muzejem v zgornjem gradu in univerzo za umetnost in oblikovanje Burg Giebichenstein v spodnjem gradu.
- Grad Moritzburg, novejši grad, je bil zgrajen med letoma 1484 in 1503. Bil je rezidenca nadškofov iz Magdeburga, uničen v tridesetletni vojni in je bila stoletja kasneje ruševina. Delno rekonstruirana leta 1901-1913 je umetniška galerija. Obnova je bila zaključena z odprtjem novih razstavnih prostorov, ki sta jih leta 2010 oblikovala španska arhitekta Sobejano in Nieto.
- Nova rezidenca (Neue Residenz), zgodnje renesančna palača (1531–1537)
- Marketplatz:
  - Cerkev Naše ljube gospe (Marktkirche), zgrajena leta 1529–1554, z elementi dveh srednjeveških cerkva, cerkve svete Gertrude iz 11. stoletja in stare cerkve svete Marije iz 12. stoletja. Cerkev ima štiri stolpe, dva zahodna osmerokotna se imenujeta Modra stolpa zaradi svoje temno modre strešne kritine. Druga dva Hausmannstürme sta povezana z mostom in na tem mostu je bila mestna požarna ura. Cerkev ima originalno posmrtno masko Martina Luthra. Štirje stolpi Marktkirche so simbol mesta. [5][6]
  - Roter Turm (Rdeči stolp), prvotno zgrajen kot zvonik starejše cerkve svete Marije med letoma 1418 in 1503, znamenitost Halleja, s stolpi cerkve svete Marije tvori pet stolpov, ki označujejo mestno obzorje.
  - Roland, prvotno (13. stoletje) lesena skulptura, ki predstavlja mestno svobodo (po uporu v mestu je bila med letoma 1481 in 1513 postavljena kletka, opomnik o omejitvah). Današnja skulptura je replika iz peščenjaka iz leta 1719.
  - Marktschlösschen, poznorenesančna stavba, galerija in turistično informacijska pisarna
  - Spomenik Georgu Friedrichu Händlu , 1859, ki ga je izdelal Hermann Heidel
  - Ratshof (Dvorišče sveta), zgrajeno leta 1928/29 kot dvorišče Stare mestne hiše (porušena leta 1948/50 po uničenju v drugi svetovni vojni, tako da je Ratshof danes neposredno na trgu).
  - Stadthaus, neorenesančno stavba iz leta 1891-1894
  - Rumena črta, ki poteka čez trg, označuje geološko prelomno črto, Hallische Verwerfung
- Händlova hiša, prvič omenjena leta 1558, rojstna hiša Georga Friedricha Händla, muzej od leta 1948
- Stari trg z vodnjakom z oslom (1906/13), je povezan z lokalno legendo
- Ostanki mestnih utrdb: Leipziški stolp (Leipziger Turm) (15. stoletje) na vzhodu in ostanki mestnega obzidja južno od središča mesta.
- Fundacije Francke, baročne stavbe (vključno z največjo evropsko ohranjeno polleseno stavbo) in zgodovinske zbirke
- Stadtgottesacker, renesančno pokopališče, postavljeno leta 1557, v slogu italijanskega camposanto
- Muzej solin in solinarjev (Halloren- und Salinemuseum) je posvečen Hallejevim solinam in korporaciji solinarjev (Halloren)
- Stolnica (Dom), stavba brez stolpov, je bila prvotno cerkev v dominikanskem samostanu (1271), ki jo je kardinal Albert Hohenzollern pretvoril v stolnico. Od leta 1688 je bila cerkev reformirane župnije.
- Cerkev svetega Mavricija, poznogotska stavba (1388–1511)
- Cerkev svetega Ulrika, poznogotska cerkev servitskega reda (15. stoletje), ki se danes uporablja kot koncertna dvorana
- Cerkev nekdanje vasi Böllberg (romanska, z poznogotskim lesenim stropom)
- Številne meščanske mestne hiše, vključno z Ackerbürgerhofom (od 15. do 18. stoletja z ostanki iz 12. stoletja), hiša Christiana Wolffa (danes Mestni muzej), hiša Graseweg (pollesena stavba)
- Deželni prazgodovinski muzej, kjer je razstavljen Nebesni disk iz Nebre

## Industrijska dediščina
Sol, znana tudi kot belo zlato, je bila ekstrahirana iz štirih "Borns" (dobro znanih struktur). Ti štirje, imenovani Gutjahrbrunnen, Meteritzbrunnen, Deutscher Born in Hackeborn, so okoli Hallmarkta (ali Under Market), zdaj Marktplatz z vodnjakom, nasproti TV postaje MDR. Slanica je bila visoko koncentrirana in kuhana v Kotenu, preprosti hiši iz trstike in gline. Solinar, ki je nosil edinstveno uniformo z osemnajstimi srebrnimi gumbi, je bil znan kot Halloren, to ime pa so kasneje uporabili za čokolado v obliki teh gumbov.
Halloren-Werke, najstarejša tovarna čokolade v Nemčiji, je bila ustanovljena leta 1804. Na ogled so stari dokumenti in obisk čokoladne sobe.
V vzhodni Nemčiji je bila kemična industrija Halle, ki je zdaj večinoma zaprta, zelo pomembna. Dve glavni podjetji v regiji sta bili Buna-Werke in Leuna, Halle-Neustadt pa je bil zgrajen v 1960-ih, da bi se zaposlili iz teh dveh tovarn.

## Znanost in kultura
Baročni skladatelj Georg Friedrich Händel (kasneje George Frideric Handel) se je leta 1685 rodil v Halleju in prvih 17 let svojega življenja preživel v mestu. Hiša, v kateri je živel, je zdaj muzej o njegovem življenju. V njegovo čast je Halle od leta 1922 uprizoril Händlov festival, vsako leto junija od leta 1952. Franckesche Stiftungen (Fundacija Francke) je dom Stadtsingechor zu Halle (deželni pevski zbor), ki je bil ustanovljen pred letom 1116 in je eden od najstarejši fantovskih zborov na svetu.
Univerza v Halleju je bila ustanovljena leta 1694. Sedaj je združena z Univerzo v Wittenbergu pod imenom Univerza Martin Luther Halle-Wittenberg. Univerzitetno medicinsko šolo je ustanovil Friedrich Hoffmann. Njen botanični vrt (Botanische Garten der Martin-Luther-Universität Halle-Wittenberg) sega v leto 1698. Nemška akademija znanosti Leopoldina, ki ima sedež v Halleju, je najstarejša in ena najbolj cenjenih znanstvenih ustanov (združenj) v Nemčiji. Tu je tudi najstarejša protestantska knjižnica v Nemčiji, znana kot Marienbibliothek, s 27.000 naslovi.
Tukaj so leta 1715 izdelali prvo prekmursko tiskarno knjigo Mali katechismus, ki jo je napisal Ferenc Temlin.
V Halleju ima sedež Inštitut Maxa Plancka za socialno antropologijo, eden največjih družbeno-antropoloških raziskovalnih ustanov na svetu in je sestavni del Družbe Maxa Plancka. Halle je bil središče nemškega pietizma in je imel pomembno vlogo pri ustanovitvi luteranske cerkve v Severni Ameriki, ko so bili Henry Muhlenberg in drugi poslani kot misijonarji v Pensilvanijo sredi 18. stoletja. Muhlenberg se zdaj imenuje prvi patriarh luteranske cerkve v Ameriki. On in njegov sin Frederick Muhlenberg, ki sta bila prva predsednika predstavniškega doma Združenih držav, sta diplomirala na univerzi Halle.
Srebrn zaklad Halloren je občasno razstavljen v Tehničnem muzeju Saline. Gre za edinstveno zbirko srebrnih in zlatih čaš, ki segajo v leto 1266. Tukaj lahko vidimo tudi starodavno obrt "Schausieden" (kuhanje slanice). Deželni prazgodovinski muzej hrani Nebesni disk iz Nebre, pomembna (čeprav nedokazana) bronastodobna najdba z astrološkim pomenom.
Živalski vrt Halle prispeva k programu vzreje EAZA (European Association of Zoos and Aquaria), zlasti za angolskega leva in malezijskega tigra. Halle je znan tudi po uspešni skupnosti nutrije, vrste, ki sicer izvira iz Južne Amerike.
S pisatelji, kot so Heine, Eichendorff, Schleiermacher, Tieck in Novalis, je bilo mesto živahen prizor nemškega romantike. Tudi Johann Wolfgang von Goethe je bil reden gost v hiši svojega bližnjega prijatelja Johanna Friedricha Reichardta.
Nemško-ameriški ekspresionistični slikar Lyonel Feininger je delal v Halleju na povabilo mesta od leta 1929 do 1931. Kot eden od enajstih pogledov na mesto Halle Cycle, je leta 1931 naslikal Die Türme über der Stadt  (stolpi nad mestom), ki je zdaj v muzeju Ludwig v Kölnu.  Ta slika se je pojavila na znamki za 55 evrocenta 5. decembra 2002 kot del serije "Deutsche Malerei des 20. Jahrhunderts" (nemško slikarstvo 20. stoletja). 

## Mednarodni odnosi
Halle je pobraten z:
| - Oulu, Finska (od 1968) - Linz, Avstrija (od 1975) - Grenoble, France (od 1976) - Karlsruhe, Nemčija (od 1987) | - Ufa, Rusija (od 1977) - Jiaxing, Kitajska (od 2009) - Savannah, Georgia, ZDA (od 2011) |

Furthermore, Halle has friendship agreements with:
- Coimbra, Portugalska (od 1976)
- Hildesheim, Nemčija (od 1992)